# 앤디 나이맨
앤디 나이먼(Andy Nyman, 본명: 앤드루 나이먼 Andrew Nyman, 1966년 4월 13일 ~ )은 영국의 배우, 감독, 작가, 마술사이다.

## 출연 작품

### 텔레비전
- 더 빌 (1989-95)
- 이스트엔더스 (1997)
- 칙칙폭폭 처깅턴 (2008)
- 피키 블라인더스 (2013)
- 아이히만 쇼 (2015)
- 못말리는 어린양 숀 (2016) - 애니메이션
- 언포가튼 (2021)

### 영화
- Mr. 후 아 유 (2007)
- 토너먼트 (2009)
- 블랙 데스 (2010)
- 킥 애스 2: 겁 없는 녀석들 (2013)
- 오토마타 (2014)
- 스타워즈: 라스트 제다이 (2017)
- 커뮤터 (2018)
- 주디 (2019)
- 정글 크루즈 (2021) - 제임스 홉스 코딩턴 경 역
- 위키드 (2024)

### 애니메이션 영화
- 숀더쉽 (2015)
- 미니언즈 (2015)
- 슈퍼배드 3 (2017)
- 숀더쉽 더 무비: 꼬마 외계인 룰라! (2019)